# Aouste-sur-Sye
Pour les articles homonymes, voir Aouste (homonymie) et Sye.
 (septembre 2019).
Aouste-sur-Sye [ust syʁ si] est une commune française située dans le département de la Drôme, en région Auvergne-Rhône-Alpes.

## Géographie

### Localisation
Le village est situé à 3 km à l'est de Crest (Drôme), à 31 km de Valence, 39 km de Montélimar, 40 km de Romans-sur-Isère, 35 km de Die, 21 km de Loriol-sur-Drôme et 44 km de Grignan.

### Relief et géologie
Sites particuliers :
- Crête de Saint-Alban ;
- le Corneret (401 m) ;
- Serre Curnier ;
- Serre de Beaune ;
- Serre de Ferrande ;
- Serre de Pieberard ;
- Serre de Pinpignoux ;
- Serre de Sabatou ;
- Serre des Marnes ;
- Serre des Ubacs.

### Hydrographie

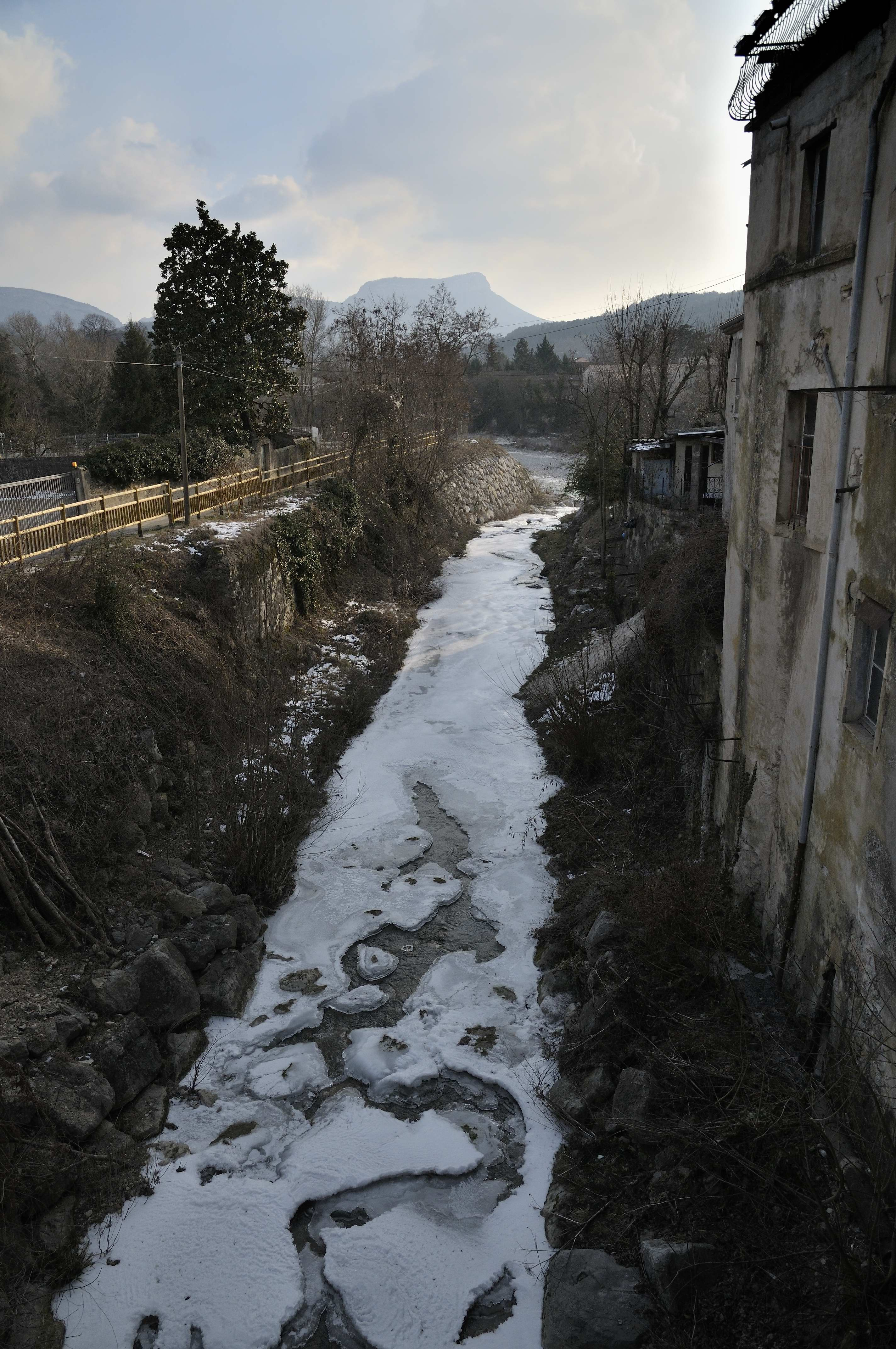
La rivière Sye en février.

La commune est arrosée par les cours d'eau suivants :
- la Drôme ;
- la Sye, affluent de la Drôme ;
- Ravin de Beaune, affluent du ruisseau de Lausens ;
- Ravin de Saint-Jean, affluent du ruisseau de Lausens ;
- Ruisseau de Corneret, affluent de la Sye ;
- Ruisseau de Lausens, affluent de la Drôme ;
- Ruisseau de Millassolles, affluent de la Drôme ;
- Ruisseau des Grands Chenaux, affluent de la Drôme ;
- Ruisseau des Limites, affluent de la Drôme.

Le village est situé à la confluence de la Drôme et de la Sye.

### Climat
Pour des articles plus généraux, voir Climat d'Auvergne-Rhône-Alpes et Climat de la Drôme.
En 2010, le climat de la commune est de type climat du Bassin du Sud-Ouest, selon une étude du CNRS s'appuyant sur une série de données couvrant la période 1971-2000. En 2020, Météo-France publie une typologie des climats de la France métropolitaine dans laquelle la commune est exposée à un climat de montagne ou de marges de montagne et est dans la région climatique Alpes du sud, caractérisée par une pluviométrie annuelle de 850 à 1 000 mm, minimale en été.
Pour la période 1971-2000, la température annuelle moyenne est de 12,7 °C, avec une amplitude thermique annuelle de 17,5 °C. Le cumul annuel moyen de précipitations est de 864 mm, avec 7,2 jours de précipitations en janvier et 4,5 jours en juillet. Pour la période 1991-2020, la température moyenne annuelle observée sur la station météorologique de Météo-France la plus proche, « Beaufort-S-Gervanne », sur la commune de Beaufort-sur-Gervanne à 10 km à vol d'oiseau, est de 12,8 °C et le cumul annuel moyen de précipitations est de 936,4 mm,. Pour l'avenir, les paramètres climatiques de la commune estimés pour 2050 selon différents scénarios d'émission de gaz à effet de serre sont consultables sur un site dédié publié par Météo-France en novembre 2022.

## Urbanisme

### Typologie
Au 1er janvier 2024, Aouste-sur-Sye est catégorisée petite ville, selon la nouvelle grille communale de densité à 7 niveaux définie par l'Insee en 2022.
Elle appartient à l'unité urbaine de Crest, une agglomération intra-départementale dont elle est une commune de la banlieue,. Par ailleurs la commune fait partie de l'aire d'attraction de Crest, dont elle est une commune du pôle principal,. Cette aire, qui regroupe 17 communes, est catégorisée dans les aires de moins de 50 000 habitants,.

### Occupation des sols
L'occupation des sols de la commune, telle qu'elle ressort de la base de données européenne d’occupation biophysique des sols Corine Land Cover (CLC), est marquée par l'importance des forêts et milieux semi-naturels (46,3 % en 2018), une proportion sensiblement équivalente à celle de 1990 (45,7 %). La répartition détaillée en 2018 est la suivante : forêts (39,1 %), terres arables (21,8 %), zones agricoles hétérogènes (16,3 %), zones urbanisées (9,4 %), milieux à végétation arbustive et/ou herbacée (6,6 %), prairies (6,3 %), espaces ouverts, sans ou avec peu de végétation (0,6 %). L'évolution de l’occupation des sols de la commune et de ses infrastructures peut être observée sur les différentes représentations cartographiques du territoire : la carte de Cassini (XVIIIe siècle), la carte d'état-major (1820-1866) et les cartes ou photos aériennes de l'IGN pour la période actuelle (1950 à aujourd'hui).

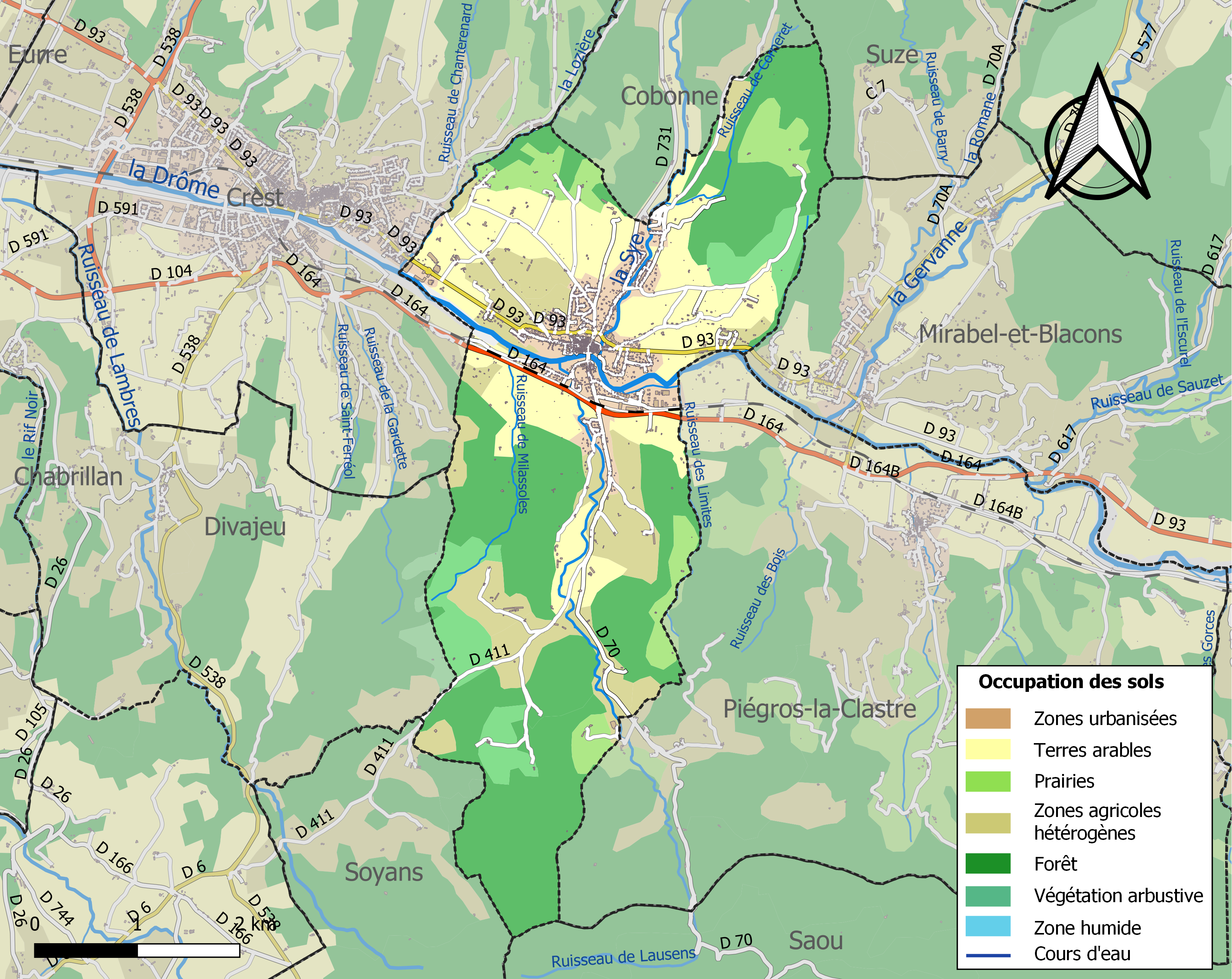
Carte des infrastructures et de l'occupation des sols de la commune en 2018 (CLC).

### Morphologie urbaine

#### Quartiers, hameaux et lieux-dits
Site Géoportail (carte IGN) :
- Arnaud
- Beau Soleil
- Breyton
- Chanteloube
- Chapelle de Saint-Alban
- Combeplane
- Domaine de Roche Colombe
- Faure
- Fontagnal
- Fontlaure
- Grivel
- Hugon
- la Bleue
- la Peyrolle
- la Rouveyre
- Lassaumes
- le Mourounet
- le Plan d'Aouste
- les Arras
- les Aubes
- les Chabanas
- les Cyprès
- les Faures
- les Laussaras
- les Millassoles
- les Rapaillens
- les Terrasses
- les Ubacs
- Mivoie
- Peymée
- Peyrequatre
- Picouty
- Planel
- Puy Saint-Pierre
- Saint-François
- Saint-Vincent
- Sauvane
- Simésiane
- Souvion
- Vincent

Anciens quartiers, hameaux et lieux-dits :
- Antaripa est un quartier attesté[14] :

en 1413 : Anterious (terrier de l'évêché de Die).
en 1607 : Antarioux et Antherioux (terrier du prieuré de Saillans).
au XVIIe siècle : le rif d'Enterriou (parcellaire).
au XIXe siècle : Antaripa et Antariol (plans cadastraux).
en 1891 : Antaripa, quartier et ruisseau de la commune d'Aouste.

### Projets d'aménagement
En 2017 : début de grands travaux de réaménagements de l'espace public devant la mairie et réorganisation de l'ancien centre d’incendie et de secours Gaston Buis (MJC intercommunale, centre social, services à la personne, salles de réunion, etc.)[réf. nécessaire].

### Voies de communication et transports
La commune est accessible depuis la vallée du Rhône.
Les péages les plus proches sont ceux de l'autoroute A7 à Loriol et Valence Sud direction Gap.
Des services réguliers de cars permettent un accès facile pour Die, Valence, Romans et Loriol[réf. nécessaire].
Les déplacements vers les communes environnantes sont facilités par les chemins piétonniers et la « Vélodrôme » entre Livron et Aurel/Vercheny (dont certaines portions sont en « voie verte »).
Les gares les plus proches sont celles de Montélimar et de la Gare TGV de Valence. La gare de Crest est desservie par la ligne SNCF Livron – Aspres-sur-Buëch, l'intercité Paris-Austerlitz – Briançon, le TER PACA et le TER Auvergne-Rhône-Alpes.

## Toponymie

### Attestations
- 10 avant notre ère (?) : Augusta[réf. nécessaire].
- Ier siècle : Augusto[réf. nécessaire].
- Fin IIIe siècle : Aucuste[réf. nécessaire].
- 333 : mansio Augusta (Itinéraire de Bordeaux à Jérusalem) / cf. Histoire de la Drôme pour sa localisation.
- IVe siècle : Augustum (table Theodos.), Auguston (Anon. Raven.), Augusta (Itinéraire d'Antonin), Augusta Tricastinorum (d'après Pline ?)[16].
- Fin Ve siècle : Aujuste[réf. nécessaire].
- Vers 800 : Aoste (premiers écrits en ancien français)[réf. nécessaire].
- 1145 : Augustam (cartulaire de Die, 33)[16].
- 1234 : Aosta (cartulaire de Léoncel, 119)[16].
- 1508 : villa et mandamentum Auguste (terrier de Quintel)[16].
- 1529 : Osta (archives de l'hôpital de Crest)[16].
- 1576 : Auoste (rôle de décimes)[16].
- 1579 : Aoust (inventaire des archives de Saint-Apollinaire [Valence], 972)[16].
- 1600 : Ost (rôle de tailles)[16].
- 1856 : Aoste (abbé Vincent, Aoste, Valence, 1856).
- 1891 : Aoûste, commune du canton de Crest-Nord[16].
- 1894 : Aoste devient Aouste (décision administrative)[réf. nécessaire].
- 7 juillet 1918 : Aouste-sur-Sye (décision administrative)[réf. nécessaire] / ou 1920 : Aouste-sur-Sye[17].

### Étymologie
Le toponyme dériverait du latin Augustus qualifiant les empereurs romains[réf. nécessaire], lui-même dérivant du latin augustus (consacré) ou de augur (augure, prêtre prédisant l’avenir).

## Histoire
(septembre 2023).
- Si vous ne connaissez pas le sujet, laissez ce bandeau (vous pouvez alors contacter les auteurs).
- Si vous supprimez le contenu mis en cause (vous pouvez préalablement contacter les auteurs),

argumentez précisément cette suppression dans la page de discussion
(un manque de référence n'est pas un argument ; une recherche réelle de référence doit avoir été effectuée, être formellement documentée).

### Préhistoire
- Vers 4000 avant notre ère : trois foyers néolithiques répertoriés[réf. nécessaire].
- Indices d'occupation de l'Âge du Bronze[réf. nécessaire].

### Antiquité: les Gallo-romains
Vers 10 avant notre ère : Aouste est un « bourg de contact » à l'entrée du territoire des Voconces[réf. nécessaire].
Augusta Vocontiorum : des vestiges romains (mausolée, nombreux dépôts de crémations ( sondages INRAP 2020), sépultures, autels, inscriptions) [réf. nécessaire].

Augusta des Voconces : vestiges romains (poteries).
Une inscription romaine aux dieux Mânes se trouvait à proximité de l'ancienne église d'Aouste sur l'emplacement actuel de la place de la Poste[réf. nécessaire].
333 : Aouste est mentionné sous le nom de mansio Augusta dans l'Itinéraire de Bordeaux à Jérusalem (cf. Histoire de la Drôme pour son positionnement).

### Du Moyen Âge à la Révolution
412 : prise d'Augusta par les Wisigoths[réf. nécessaire].
472 : première mention d'Aoste sur une tablette (musée d'Avignon)[réf. nécessaire].
536 : prise par les Lombards[réf. nécessaire].
VIIe siècle : La cosmographie de Ravenne (livre IV) note Auguston (avec Die et Luc-en-Diois)[réf. nécessaire].
729 : prise par les Sarrasins[réf. nécessaire].
839 : prise par les Normands[réf. nécessaire].
924 : prise par les Hongrois[réf. nécessaire].
Vers l'an 1000 : le territoire est rattaché au royaume de Bourgogne. Il fait l'objet d'aménagement, avec une fortification à double enceinte[réf. nécessaire].
1145 : Arnaud de Crest donne Aouste à l'évêché de Die. C'est une ville-étape militaire.
Haut Moyen Age : en 2020, des sondages réalisés par l'INRAP, ont permis la découverte de nombreuses tombes et sarcophages
1277 : Aouste est rattaché au royaume du Roussillon[réf. nécessaire].
1330 : l'évêque de Valence dispense de chevauchée (aide militaire) et d'impôt supplémentaire les juifs d'Aouste ; il demande aussi que les bouchers du Valentinois et du Diois puissent tuer les animaux selon  « les rites mosaïques »[réf. nécessaire].
XIVe siècle : mention du prieuré Saint-Pierre, de l'ordre de Saint-Benoît, filiation de Saint-Géraud d'Aurillac, qui fut uni à celui de Saillans vers la fin du XVIe siècle, et dont le titulaire avait les dîmes de la paroisse d'Aouste:
1419 : Aouste est rattaché au royaume de France[réf. nécessaire].
À la fin du Moyen Âge, Aouste est une ville de commerce, on y note la présence de banquiers et juriste juifs ainsi que la construction d'une synagogue.
1573 : les guerres de Religion voient la victoire du prince d'Auvergne, catholique, dans un combat[réf. nécessaire].
1600 : installation de l'ermitage à Saint-Alban par l'ordre des bénédictins de Saint-Bernard d'Angleterre[réf. nécessaire].
1622 : nombreuses modifications dans l'aspect du village, notamment par la destruction de fortifications et l'installation de l'hôpital[réf. nécessaire].
1625 : le comte de Sault met à sac le village. Peu de temps après, le territoire est frappé par la peste[réf. nécessaire]
1629; Richelieu séjourne à deux reprises à Aouste et demande l'extension de l'hôpital : première alimentation du village par un réseau d’eau potable « par la  porte de Sye »[réf. nécessaire].
1683 : deux ans avant l'abolition de l'édit de Nantes, sur ordre de l'évêque de Valence, Daniel Cosnac, les temples protestants d'Aouste, Monclar, Vercheny, Bouvières et Saillans sont détruits[réf. nécessaire].
Après la révocation de l'édit de Nantes, le 16 octobre 1685, les protestants qui restent en France doivent, s'ils veulent pratiquer leur culte, se réunir clandestinement au Désert. Ceux qui sont arrêtés sont condamnés aux galères. Jusqu'en 1787, date de l'édit de tolérance, les habitants protestants d'Aouste sont ainsi persécutés.
XVIIe siècle : sous le règne de Louis XV est construite l'ancienne église. Elle est située sur l'emplacement actuel de la place de la Poste. La cloche date de 1754 ; elle sera mise dans la nouvelle église en 1860-1877[réf. nécessaire].
6 juin 1735 : funérailles de Suzanne Talliotte, tuée par un loup à l'âge de six ans.
Avant 1790, Aouste était une communauté de l'élection de Montélimar, subdélégation de Crest et du bailliage de Die.

Son église, premièrement dédiée à saint Christophe puis à Notre-Dame, dépendait du prieur du lieu (voir Saint-Pierre) qui présentait à la cure et percevait les dîmes.

#### Saint-Pierre
Dictionnaire topographique du département de la Drôme :
- XIVe siècle : prioratus de Augusta (pouillé de Die).
- 1509 : prioratus Sanctorum Petri et Xpistofori [Khristofori, le X est un khi grec] de Augusta (visites épiscopales).
- 1509 : mention de l'église du prieuré : ecclesia Beati Petri de Augusta prope et extra locum Auguste (visites épiscopales).
- 1550 : le prioré de Sainct Pierre d'Oste (terrier de Quintel).
- 1607 : en Sent Pierre (terrier de Quintel)[16].
- 1891 : Saint-Pierre, quartier de la commune d'Aouste.

Emplacement d'un prieuré de l'ordre de Saint-Benoît (filiation de Saint-Géraud d'Aurillac) qui fut uni à celui de Saillans vers la fin du XVIe siècle et dont le titulaire avait les dîmes de la paroisse d'Aouste.

### Révolution française
En 1790, Aouste devient le chef-lieu d'un canton du district de Crest, comprenant les communes d'Aouste, de Beaufort, de Cobonne, de Mirabel, de Montclar, de Piégros et de Suze.

Ce canton, supprimé en l'an VIII (1799-1800), est incorporé à celui de Crest-Nord, à l'exception de la commune de Piégros qui fut comprise dans le canton de Crest-Sud.

### Monarchie de Juillet
1835-1838 : le consistoire protestant de Crest demande au ministère des cultes et de la justice la construction d'un temple en bordure de la route royale 93 reliant Valence à Sisteron. L'autorisation royale est datée du 13 août 1835. Le terrain (3 ares 2 centiares) a été vendu (520 francs) par monsieur Latune, papetier habitant à Crest. La souscription volontaire a rapporté la somme de 4 232 francs ; le devis est de 9 218 francs.

En 1836 et 1837, « les secours d'État fournis par le garde des sceaux, ministre de la justice, secrétaire d'État et de la justice et des cultes » s'élèvent à deux fois 1 500 francs. En 1838, autre « secours d'État » de 600 francs.

Ce temple voit trois pasteurs très importants : Fallot, Boegner, Chapal[réf. nécessaire].

### Deuxième République
Après la révolution de février 1848, c’est le camp conservateur qui remporte les élections nationales. Le commissaire de la république, Ferlay, met en place des mesures autoritaires pour réduire l’influence de la gauche dans la Drôme, département républicain qui a envoyé 6 députés Montagnards sur 7 à l’Assemblée. Ces mesures sont facilitées par la proclamation de l’état de siège à la suite du complot de Lyon. Et pour prévenir une résistance armée à ces mesures, les autorités font rechercher activement armes, poudre et balles, ainsi que les outils nécessaires à leur fabrication. Un habitant d’Aouste en fabriquait. À la suite d'une visite domiciliaire à Beaufort, on retrouve des paquets de poudre de sa fabrication, ce qui entraîne une perquisition de son domicile, la saisie de son matériel et son arrestation.
Le coup d'État du 2 décembre 1851 est connu par affiches le mercredi 3 décembre dans la journée. Opposés à Louis-Napoléon Bonaparte, des jeunes gens manifestent en chantant La Marseillaise, le maire les fait disperser. Le lendemain, le maire organise une garde armée pour maintenir l’ordre avec quelques notables et une trentaine de sapeurs pompiers. Les chefs du mouvement républicain du Crestois, Bouillard, Barnouin, Danjou, Giraud, parcourent la campagne pour faire sonner le tocsin, expliquer les plans et organiser les rassemblements et la descente vers Crest. De son côté, le maire, le notaire Gresse, installe un poste pour surveiller la route de la vallée de la Drôme, défendu par 30 sapeurs pompiers commandés par deux officiers de la garde nationale. À l’annonce de l’arrivée de la colonne des insurgés de la Gervanne (1 200 personnes), dans l’après-midi du 6 décembre, il fait encore renforcer le poste par le reste des sapeurs, la garde nationale et le conseil municipal. Son poste est encore renforcé par une douzaine d’artilleurs à cheval du  2e régiment d'artillerie. Ils s’avancent parlementer avec les insurgés, ce qui prend deux heures et permet au capitaine des artilleurs de partir demander du renfort.
Pendant ce temps, le curé de la Suze, fatigué, est ramené chez lui par le facteur de Beaufort ; et les otages, le notaire et le percepteur de Beaufort, s’enfuient. Une trentaine de militaires s’installent à l’entrée du village côté est, au pont sur la Sye, pour bloquer toute intrusion des insurgés. Mais l’importante colonne de la Gervanne évite la partie plane de la vallée de la Drôme, pour ne pas risquer une charge de cavalerie, et passe par les coteaux : le maire Gresse, en voyant ce mouvement, croit qu’il a convaincu les insurgés de s’en retourner, alors qu’ils ne font que s’adapter à la situation pour continuer leur marche vers Crest, en passant par le quartier de l’Arra (les Arras sur la carte IGN).
Après l’échec de l’insurrection drômoise, une colonne est formée le 11 décembre avec deux bataillons des 13e et 52e de ligne venus de Lyon et Grenoble, renforcés d’éléments du  2e d’artillerie. Elle est commandée par le colonel Couston et le préfet Ferlay, et parcourt tous les lieux du département qui se sont soulevés. Il s’agit d’arrêter les républicains, insurgés ou non, de purger l’administration, de traquer les insurgés en fuite, de rassurer et d’inquiéter à la fois pour garantir le résultat du plébiscite des 20 et 21 décembre 1851 destiné à légaliser a posteriori le coup d’État. Elle arrive à Aouste le 13 décembre : la troupe y traque les républicains dans les collines et perquisitionne le village. Les pompiers sont félicités pour leur conduite des 6 et 7 décembre.
Alors que la répression dure toujours, vient le plébiscite destiné à légaliser le coup d’État après coup, les 21 et 22 décembre. Les fugitifs sont encore traqués par les gendarmes et l’armée qui quadrillent la campagne, les perquisitions se succèdent, l’état de siège est encore en vigueur. Les autorités laissent entendre que si les habitants votent « bien », les condamnations seront moins sévères. Alors que les bulletins Oui sont imprimés et fournis aux électeurs, celle des bulletins Non est interdite, et c’est aux électeurs qui souhaitent s’opposer au plébiscite de fabriquer eux-mêmes le leur. Enfin, le vote se fait en remettant le bulletin plié au maire qui le glisse lui-même dans l’urne. Dans ces conditions, le secret du vote n’est pas respecté : les dossiers des inculpés mentionnent si la personne a voté Oui ou Non, le fait étant parfaitement connu des autorités. Dans ce climat de peur, la commune vote Oui à plus de 90 %, contre 92 % dans la France entière et 86 % dans le département.

### Second Empire
1860 : destruction de l'église (datant du XVIIe siècle) et construction de l'église actuelle (architectes Rey et Bossan (célèbre architecte lyonnais), achèvement en 1877).

Les murs sont en pierres issues de la carrière de serrement sur la route de Suze. Les piliers intérieurs, les contreforts, sont en pierres de Chomérac, les piliers du clocher en pierres de Saint-Paul, la flèche en pierres d'Arles, les voûtes en briques creuses, les nervures en ciment moulé. Les portes ont été taillées dans des poutres de l'ancienne église de Saint-Michel datant du XVIe siècle. Les colonnes intérieures du chœur sont taillées dans le granit de Mâcon et celles des chapelles et du porche dans la pierre de Chomérac. Les vitraux ont été fabriqués à Lyon par Ganevat. Les boiseries du chœur ainsi que l'abside ont été dessinées par Bossan.

En 1886, la foudre tomba sur le clocher. Le 16 juillet 1894, la cloche datant de 1754 chuta dans le clocher. Elle fut remplacée par une cloche fondue dans les ateliers Paccard à Annecy-le-Vieux. Cette dernière se brisa en 1899 et fut remplacée en décembre par une cloche pesant 1 052 kilos[réf. nécessaire].
Vers 1860 : important développement économique (textiles papeteries), lié à une meilleure utilisations des divers canaux[réf. nécessaire].
1862 : construction du pont sur la Drôme (en aval des anciens ponts romain et roman) et création d'une « avenue » permettant l'accès à la voie départementale[réf. nécessaire].

### Troisième République
1890 : construction d'un lavoir (aujourd'hui à proximité du rond-point, à l'entrée est du village, sur le canal Gervanne-Sye). Il sera restauré en 2016. la toiture a été refaite et la charpente reprise en utilisant les techniques du XIXe siècle[réf. nécessaire].
1894 : électrification publique par monsieur Apaix (avant Lyon et Marseille)[réf. nécessaire].
1905 à 1911 : ministère du pasteur Marc Boegner[réf. nécessaire].
1906 (23 mai) : le président du consistoire protestant de Crest, monsieur Faure, transfère à l'association dite « Église réformée d'Aouste » (représentée par le pasteur Marc Boegner et monsieur Charles Latune) « les biens mobiliers et immobiliers » répertoriés dans l'inventaire effectué par monsieur Fontaine[réf. nécessaire].
1918 : Aouste devient Aouste-sur-Sye pour éviter la confusion avec Aouste (commune des Ardennes)[réf. nécessaire].

#### Seconde Guerre mondiale
1944 : afin de ralentir la progression des nazis lors de l'offensive sur le Vercors, une quarantaine de maquisards affrontent, durant plus de deux heures, 1 500 Allemands soutenus par l'aviation lors des « combats des Grands Chenaux » le 21 juillet[réf. nécessaire].
19 aout 1944: installation d'un hôpital de campagne par le 117e de Cavalerie Task Force Butler durant la bataille de Montélimar.

#### Histoire récente
2010 : annonce de la fermeture de l'usine de sacs papier Lembacel Mondi. C'est la fin de 350 années d'activités papetières à Aouste[réf. nécessaire].

## Politique et administration

### Liste des maires
| Période                                                                      | Période                       | Identité                          | Étiquette | Qualité                                                                        |
| ---------------------------------------------------------------------------- | ----------------------------- | --------------------------------- | --------- | ------------------------------------------------------------------------------ |
| Les données manquantes sont à compléter. : de la Révolution au Second Empire |                               |                                   |           |                                                                                |
| 1790                                                                         | 1871                          | ?                                 |           |                                                                                |
| Les données manquantes sont à compléter. : depuis la fin du Second Empire    |                               |                                   |           |                                                                                |
| 1871                                                                         | 1874                          | ?                                 |           |                                                                                |
| 1874                                                                         | 1878                          | ?                                 |           |                                                                                |
| 1878                                                                         | 1884                          | ?                                 |           |                                                                                |
| 1884                                                                         | 1888                          | Édouard Athenor                   |           |                                                                                |
| 1888                                                                         | 1908                          | Gustave Gresse                    |           |                                                                                |
| 1908                                                                         | 1924                          | Amédée Terrail                    |           |                                                                                |
| 1925                                                                         | 1929                          | ?                                 |           |                                                                                |
| 1929                                                                         | 1935                          | ?                                 |           |                                                                                |
| 1935                                                                         | 1945                          | ?                                 |           |                                                                                |
| 1945                                                                         | 1947                          | ?                                 |           |                                                                                |
| 1947                                                                         | 1953                          | Louis Raillon                     |           |                                                                                |
| 1953                                                                         | 1959                          | Gabriel Bonnard                   |           |                                                                                |
| 1983                                                                         | 19995                         | Denis Jallat                      |           |                                                                                |
| 1995                                                                         | 2008                          | Joël Mottet                       | DVG       |                                                                                |
| 2008                                                                         | 2014                          | Raymond Riffard                   | DVD       | retraité                                                                       |
| 2014                                                                         | En cours (au 26 janvier 2021) | Denis Benoit[source insuffisante] | DVG       | professeur de SVT président de la CC du Crestois et du pays de Saillans (2020) |

### Rattachements administratifs et électoraux
La commune fait partie de la communauté de communes du Crestois et du pays de Saillans ; elle en est le siège. La commune et la CCCPS sont incluses dans le SCoT Vallée de la Drome[réf. nécessaire].

### Politique environnementale
Afin de limiter la pollution, les espaces publics sont désherbés à l'eau chaude, les toitures de divers bâtiments publics permettent la production d'électricité et l'éclairage public est éteint une partie de la nuit[réf. nécessaire].
La commune participe au projet Biovallée.
En 2024, débute l'élaboration d'un atlas de la biodiversité communale (2024-2027).

## Population et société

### Démographie
L'évolution du nombre d'habitants est connue à travers les recensements de la population effectués dans la commune depuis 1793. Pour les communes de moins de 10 000 habitants, une enquête de recensement portant sur toute la population est réalisée tous les cinq ans, les populations de référence des années intermédiaires étant quant à elles estimées par interpolation ou extrapolation. Pour la commune, le premier recensement exhaustif entrant dans le cadre du nouveau dispositif a été réalisé en 2007.

En 2022, la commune comptait 2 696 habitants, en évolution de +8,06 % par rapport à 2016 (Drôme : +2,64 %, France hors Mayotte : +2,11 %).
| 1793  | 1800  | 1806  | 1821  | 1831  | 1836  | 1841  | 1846  | 1851  |
| ----- | ----- | ----- | ----- | ----- | ----- | ----- | ----- | ----- |
| 1 150 | 1 029 | 1 110 | 1 082 | 1 148 | 1 185 | 1 255 | 1 282 | 1 254 |

| 1856  | 1861  | 1866  | 1872  | 1876  | 1881  | 1886  | 1891  | 1896  |
| ----- | ----- | ----- | ----- | ----- | ----- | ----- | ----- | ----- |
| 1 189 | 1 218 | 1 265 | 1 290 | 1 310 | 1 200 | 1 250 | 1 145 | 1 127 |

| 1901  | 1906  | 1911  | 1921  | 1926  | 1931  | 1936  | 1946  | 1954  |
| ----- | ----- | ----- | ----- | ----- | ----- | ----- | ----- | ----- |
| 1 219 | 1 227 | 1 349 | 1 314 | 1 404 | 1 413 | 1 350 | 1 393 | 1 265 |

| 1962  | 1968  | 1975  | 1982  | 1990  | 1999  | 2006  | 2007  | 2012  |
| ----- | ----- | ----- | ----- | ----- | ----- | ----- | ----- | ----- |
| 1 317 | 1 317 | 1 565 | 1 753 | 1 820 | 1 989 | 2 215 | 2 248 | 2 418 |

| 2017  | 2022  | - | - | - | - | - | - | - |
| ----- | ----- | - | - | - | - | - | - | - |
| 2 524 | 2 696 | - | - | - | - | - | - | - |

### Services et équipements
Les habitants de la commune ont à leur disposition :
- une médiathèque municipale[37] ;
- une salle des fêtes[38] ;
- divers services sociaux[39] ;
- une police municipale[40] ;
- la MJC de Crest est accueillie à Aouste en 2003 ; elle devient MJC Nini Chaize ; elle a été rénovée en 2018[réf. nécessaire] ;
- une halte garderie a été construite par la communauté de communes du Crestois en 2004. Elle a été en gestion associative. C'est une construction HQE, répertoriée en architecture remarquable de la Drôme[réf. nécessaire].

Le bureau de poste de la commune fonctionnait avec un horaire d'ouverture quotidien. Il a été fermé en mars 2020[réf. nécessaire]
Le regroupement des casernes de Crest et d’Aouste a provoqué la fermeture du Centre d’Incendie et de Secours Gaston Buis en 2013. L'amicale des anciens Sapeurs-Pompiers rappelle son souvenir[réf. nécessaire].

### Enseignement
La commune dépend de l'académie de Grenoble.
Les élèves commencent leur scolarité sur la commune dans l'école publique Jules-Ferry qui comprend une école maternelle (3 classes pour 74 enfants) et une école primaire (5 classes pour 125 enfants).
La salle des fêtes et le théâtre de verdure (créé en 2018) sont aussi utilisés par les enseignants[réf. nécessaire].

Le projet communal « les fruits des écoliers » organise des animations pédagogiques ayant pour but la sensibilisation à l'environnement et la création d'une relation privilégiée des enfants avec le vivant.
Les collèges et lycées (publics et privés) les plus proches sont à Crest (4 km).

### Santé
La commune dispose d'une maison médicale (pharmacie, médecins,, ostéopathe et orthophoniste) ainsi que plusieurs cabinets de kinésithérapeutes et un de podologue[réf. nécessaire].
Elle a aussi accueilli quatre maisons de l'IME Fontlaure. Celui-ci est actuellement en restructuration et extension.
Les hôpitaux les plus proches sont à Crest (4 km), Valence, Romans ou Montélimar[réf. nécessaire].

### Manifestations culturelles et festivités
- Mars (mi-) : concours équestre régional au Poney Club du Val de Drôme.
- Mars (mi- : le carnaval aoustois est, depuis très longtemps, un moment festif important pour tout le Crestois.
- Mai (premier weekend) : festival international de films de rivières « les yeux dans l'eau »
- 15  mai : randonnée : "les sentiers d'Augusta" . Fête de pain autour du four communal.
- 23 mai : fête des voisins (dans 22 quartiers)
- fin mai participation à la fête de la nature
- Juin : le dimanche de la fête des pères : brocante
- Début juin, festival de musique contemporaine :  Aoustock .
- Premiers vendredis soir de juin juillet et aout, visite commentée du centre historique par l'association Histoire et Patrimoine Aoustois
- Juillet (troisième dimanche) : fête du village, grand prix de pétanque et feux d'artifice sur les berges de la Drôme.
- 13 septembre ; fête du bourg
- Septembre (mi-) : journées européennes du patrimoine : exposition ou visite commentée du centre historique du village par l'association aoustoise de protection du patrimoine: Histoire et Patrimoine Aoustois.
- Octobre (le 31) : fête d'Halloween, festivité commerciale récente inspirée par les États-Unis (USA).

### Loisirs
- Pêche[18].

Les randonnées :
- la commune propose 17 circuits de randonnée et 8 balades familiales (un topo guide a été édité ; il est disponible en mairie) ;
- trois boucles de randonnées pédestres sont balisées CDT ;
- circuit VTT Parcours le long de la rivière Drôme (Saillans-Livron) ;
- ancien chemin de transhumance entre Arles et Léoncel (1205-1960), par la vallée de la Sye ou par celle de la Gervanne ;
- depuis 2019, Aouste est une étape de la « Vélodrôme » entre Livron et Saillans (dont certaines portions sont en « voie verte »)[15] ;
- deux sentiers sont aménagés, en bordures de la rivière Drôme (rive droite et rive gauche) entre Aouste et Crest ;
- le sentier VTT du Serre des Aigles (475m) emprunte à la fois l'itinéraire des « Chemins du Soleil » (Valence-Gap) et une portion du chemin « Sur les Pas des huguenots depuis les Cévennes » (section Cobonne-Suze).

### Sports
La commune dispose de plusieurs équipements[réf. nécessaire] :
- salle de sports communale ;
- terrains de football / deux équipes féminines ;
- terrains de tennis ;
- mur d'escalade ;
- canoé-kayak ;
- centre équestre Poney club du Val de Drôme et centre équestre Corembé
- un City Park.

Des activités d'équitation ou de canoë sont proposées[réf. nécessaire].

### Médias
Le territoire de la commune se situe dans l'aire de diffusion de plusieurs médias :
- Presse écrite
  - Le Crestois, hebdomadaire de la vallée de la Drôme.
  - Le Dauphiné libéré, quotidien régional qui consacre, chaque jour, y compris le dimanche, dans son édition de « Valence-Drôme » un ou plusieurs articles à l'actualité du canton et de la commune, ainsi que des informations sur les éventuelles manifestations locales, les travaux routiers, et autres événements divers à caractère local.
  - L'Agriculture Drômoise, journal d'informations agricoles et rurales, couvre l'ensemble du département de la Drôme.
  - Drôme Hebdo (ancien Peuple Libre), hebdomadaire chrétien d'informations.
- Presse audio-visuelle
  - Radio Saint Ferréol est une radio locale émise depuis Crest.
  - Ici Drôme Ardèche est une radio publique diffusée sur son territoire.

La commune a été récompensée en 2002 par le « label internet » pour la qualité des informations de son site[réf. nécessaire].

### Cultes
- Église catholique (messes le samedi à 18 h)[45].
L'église paroissiale et la communauté catholique de la commune relèvent de la Paroisse Sainte Famille du Crestois dont la maison paroissiale est située à Crest. Cette paroisse est rattachée au diocèse de Valence[46].
- Église protestante unie de France (secteur « Est Crestois »). Elle proposait des cultes occasionnels[réf. nécessaire].

## Économie

### Agriculture
En 1992 : polyculture, bois, vignes (vins AOC Clairette de Die), pâturages, porcins.
- Le marché alimentaire a lieu le jeudi[18].

Autres productions : plantes aromatiques (semences certifiées), lavande (huile essentielle), fruits, volailles (IGP pintadeaux de la Drôme)[réf. nécessaire].
18 exploitants travaillent sur 25 % de la surface de la commune et utilisent deux canaux d'irrigation[réf. nécessaire].

### Commerce
La zone commerciale regroupe treize grandes surfaces[réf. nécessaire].

### Industrie et artisanat
Aouste-sur-Sye a longtemps été une cité vivant du textile, des papeteries et de la production de ciment. Depuis, l'économie a évolué.
- Deux ZA (de plus de 6 hectares) accueillent transporteurs, plasturgie, films plastiques, chimie, transformateurs de plantes aromatiques, huiles essentielles[réf. nécessaire]
- 2013-2017 : réhabilitation du site de l'ancienne cimenterie Vicat (ex Chenu) / ZAC de 8 hectares équipée en 2017[réf. nécessaire].
- 2020 : installation, à proximité de la rivière, d'un four à pain communal. C'est l’œuvre d'un chantier citoyen avec réemploi de matériaux locaux[réf. nécessaire].

### Tourisme
- Des panneaux et des clous de voiries permettent la visite du centre historique (départ : pont sur la Drôme). Deux panneaux d'informations historiques très détaillées « Aouste cité millénaire » (près de la poste et près de la médiathèque) et 25 autres panneaux fournissent des informations historiques locales ou nationales (départ du circuit de visite à la salle de sport près de l'école)[réf. nécessaire].
- Un espace pique-nique est situé en bordure de Drôme près de l'esplanade de la mairie et du théâtre de verdure[réf. nécessaire].
- Pour les automobilistes venant de la vallée du Rhône, la commune est la première étape sur la « route de la clairette de Die »[réf. nécessaire].
- L'accès au massif de la forêt de Saou se fait par la D 70, classée « route remarquable » d'Aouste à Saou[47]. Elle a été taillée dans la roche au début du XXe siècle au Pas de Lauzun / site classé ENS.
- en 2025, création d'une auberge de jeunesse à proximité de la VéloDrome et de la rivière.
- un camping (route de Cobonne) et des chambres d'hôtes.

### Emploi
- 2006-2011 : disparition de plus de 35 % des emplois industriels[réf. nécessaire].
- De 2015 à  2024 : augmentation des emplois (commerces, services, artisanat, industries) en partie sur les anciennes friches industrielles. En 2022, création de 48 nouvelles entreprises (INSEE).

## Culture locale et patrimoine

### Lieux et monuments
- Pied d'une pile (avec corbeaux) du pont romain dans la Drôme, en amont du pont actuel.
- À proximité des vestiges du pont romain : deux éléments d'un important mausolée gallo-romain[réf. nécessaire].
- Architecture médiévale (maisons, ruelles)[18].
- Chapelle catholique de Saint-Alban[18]. Chapelle romane de l'ancien ermitage de Saint-Alban[réf. nécessaire].
- Deux lavoirs de la fin du XVIIe siècle, l'un à proximité du pont sur la Drôme, l'autre plus élaboré au rond-point en direction de Die[réf. nécessaire].
- Nombreux cabanons de vigne (plus ou moins bien entretenus) disséminés dans la campagne. Ils servaient aux rangement d'outils, d'abri pour les hommes et les bêtes ou à la récupération de l'eau de pluie[réf. nécessaire].
- Église catholique Notre-Dame d'Aouste-sur-Sye du XIXe siècle[18], dessinée par Bossan et repeinte à la fin du XXe siècle : éléments remarquables : 'abside, chaire aux colonnettes de marbre et très imposant chemin de croix en stuc[réf. nécessaire].
- Temple protestant du XIXe siècle[réf. nécessaire].
- Synagogue juive : baie néo-gothique[réf. nécessaire].
- La gare, construite vers 1884. Elle a été revendue en 1973 à l'ancien chef de gare après la fermeture[réf. nécessaire].
- Deux monuments aux morts de la Première Guerre mondiale : l'un à proximité de la mairie (monument de célébration), l'autre au cimetière (monument de piété)[réf. nécessaire].
- Après guerre, une maison d'habitation à toit plat a été construite par Auguste Chenu, inspiré par l'architecte Robert Mallet-Stevens (1886-1945). Cette propriété privée peut être vue à la sortie est du village[réf. nécessaire].
- L'esplanade devant la mairie donne un aperçu de l'évolution architecturale depuis le début du XXe siècle : ensemble classique mairie-école (1910), salle des fêtes (1940), école maternelle (1975), salle de sport et bâtiment bureau-cantine-médiathèque récents[réf. nécessaire].
- À la sortie du village, le rond-point sur la D 93, entre Aouste et Crest (rond-point de la voie des Alpes), rappelle le pont romain à l'origine de la cité[réf. nécessaire].
- 2011 : Rond-point Vicat : aménagement et décoration présentant les activités touristiques d'Aouste-sur-Sye (reconnue comme meilleure réalisation française Fabemi 2011, a remporté aussi le prix « rond-point durable » de la revue Matériel et paysage 2012). En 2018, les lecteurs du Dauphiné Libéré ont élu ce rond-point « premier rond-point de Drome-Ardèche »
- Cinq fresques murales très différentes décorent le village ; elles offrent une approche de l'évolution historique des thèmes et techniques picturales[réf. nécessaire].
- 2010 : Vaste fresque murale en trompe-l'œil représentant l'empereur Auguste qui donna son nom à Aouste[réf. nécessaire].
- 2017 : fresque murale de 200 mètres carrés réalisée par un collectif de Street Art. En collaboration avec d'anciens ouvriers, elle est un rappel de l'évolution du travail en papeterie, sacherie et imprimerie de 1830 à 2010. Ce collectif d'artistes a aussi réalisé, en juin 2018, une fresque sur le mur de l'école[réf. nécessaire].
- Depuis 2018, l'espace Gaston Buis, ancienne caserne des pompiers abritant la MJC centre social, a fait l'objet d'importants travaux d'amélioration et d'extension, c'est un bâtiment HQE fonctionnel et peu énergivore[réf. nécessaire].
- 2020 : construction d'un four à pain selon les techniques traditionnelles[réf. nécessaire].
- 2023 : réaménagement complet de la place de l'église et de la place de la poste, réalisation d'une vaste fresque murale mettant en valeur les canaux, les tulipes rouges, la clairette et 2 personnalités locales - Mr Apaix (1er producteur d'électricité) et Mr Chapoutat (chef d'une compagnie de résistants).

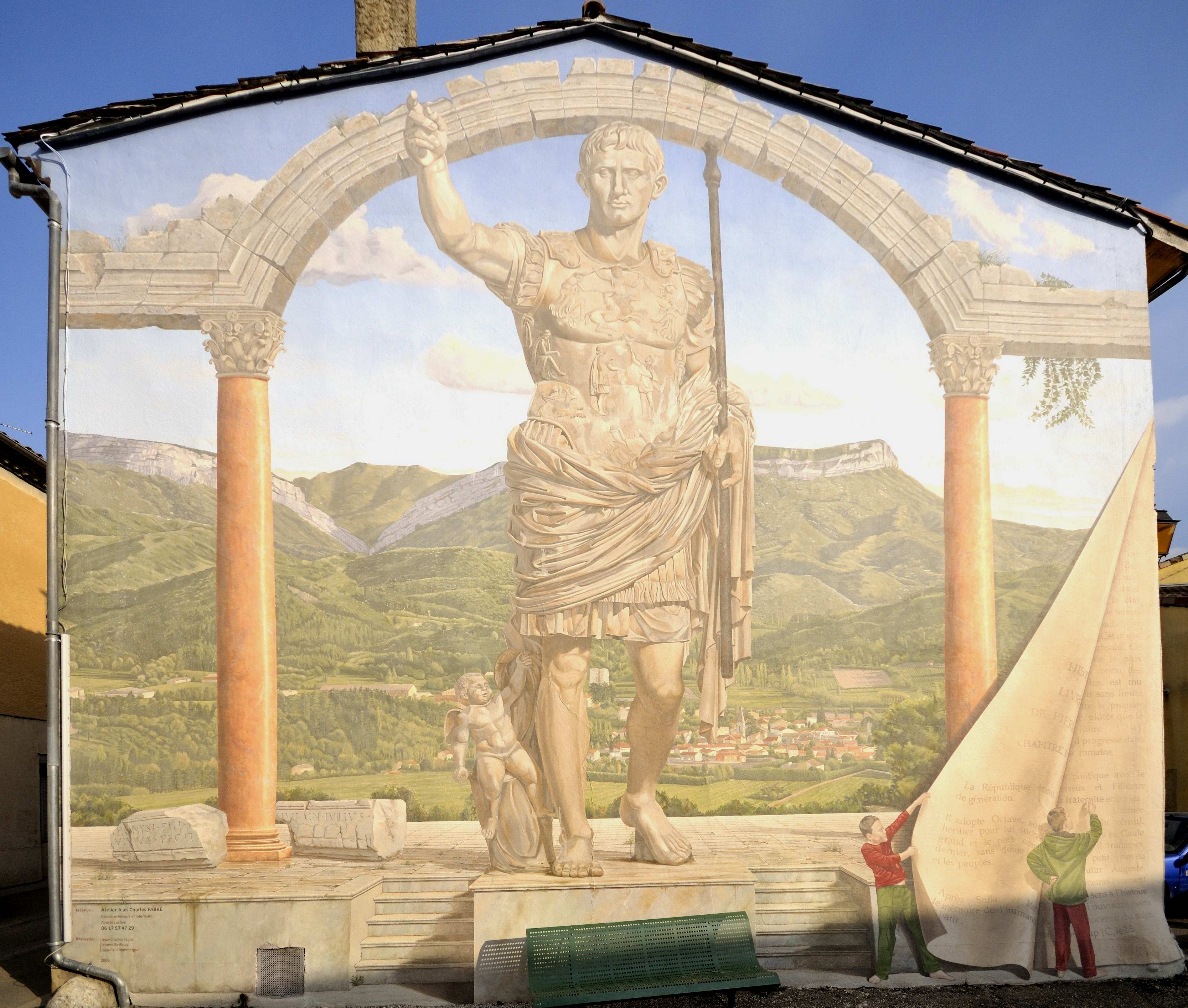
Mur commémorant la ville romaine.
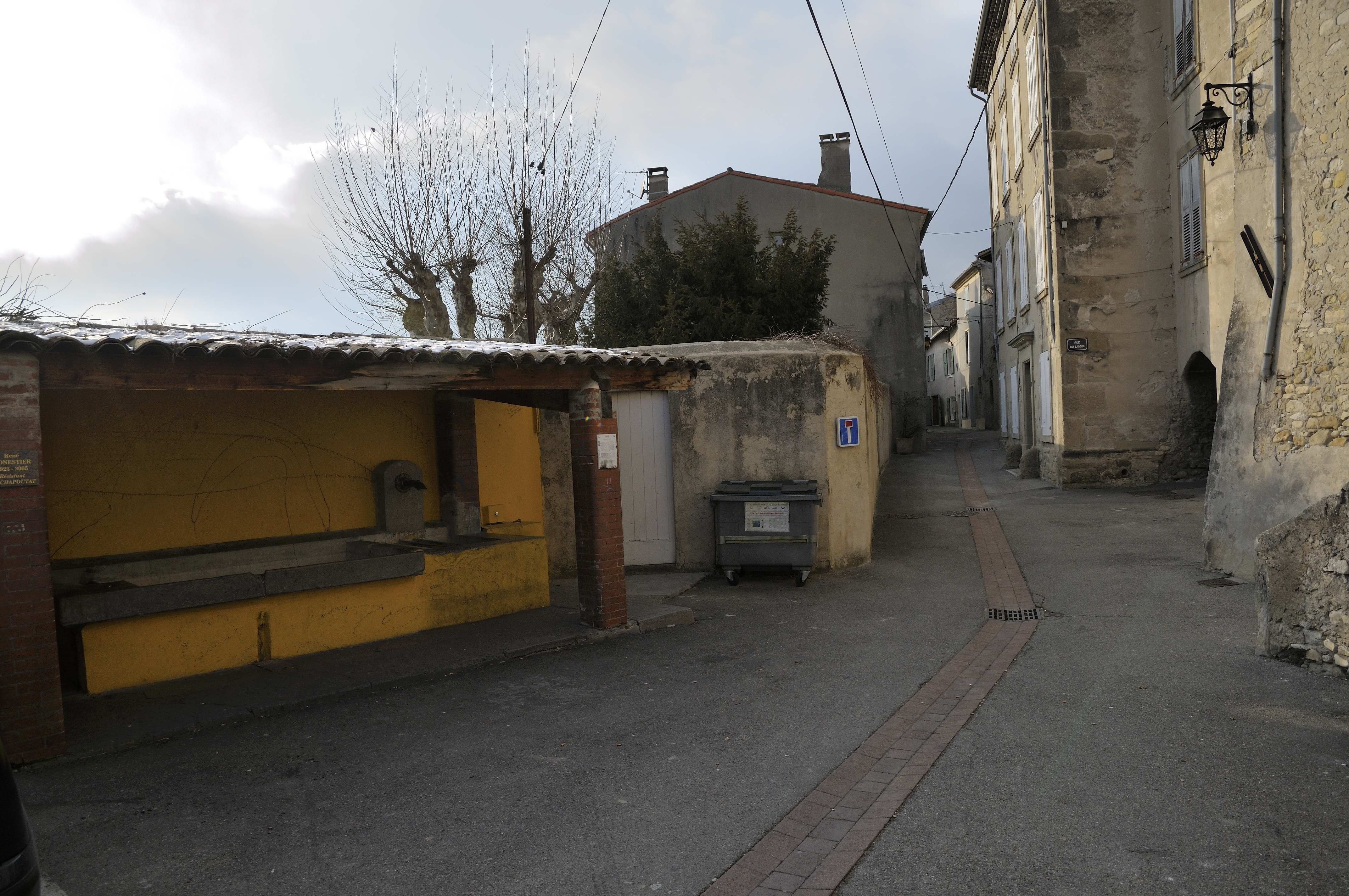
Différentes vues du village.
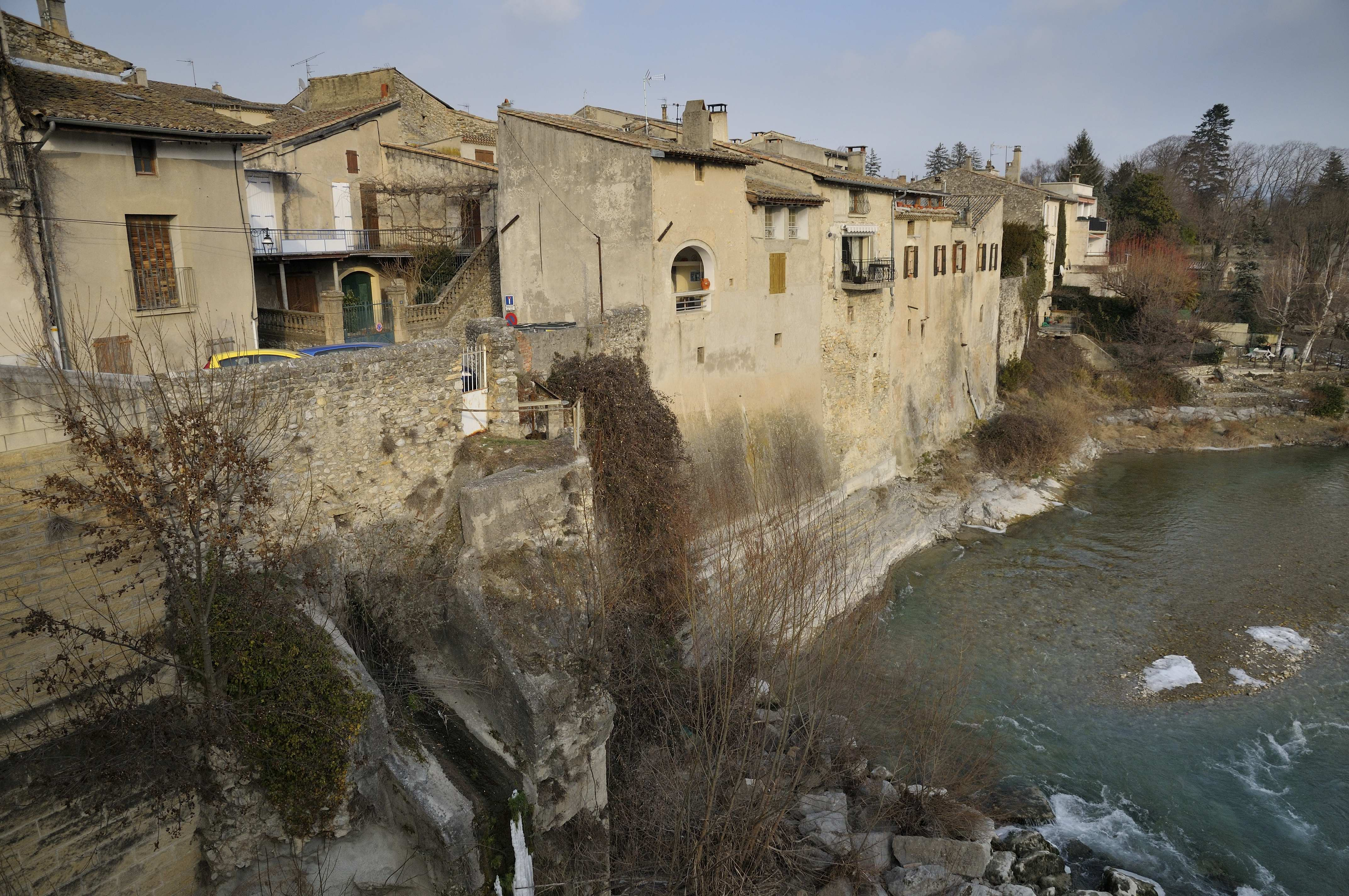
Depuis le pont sur la Drôme.
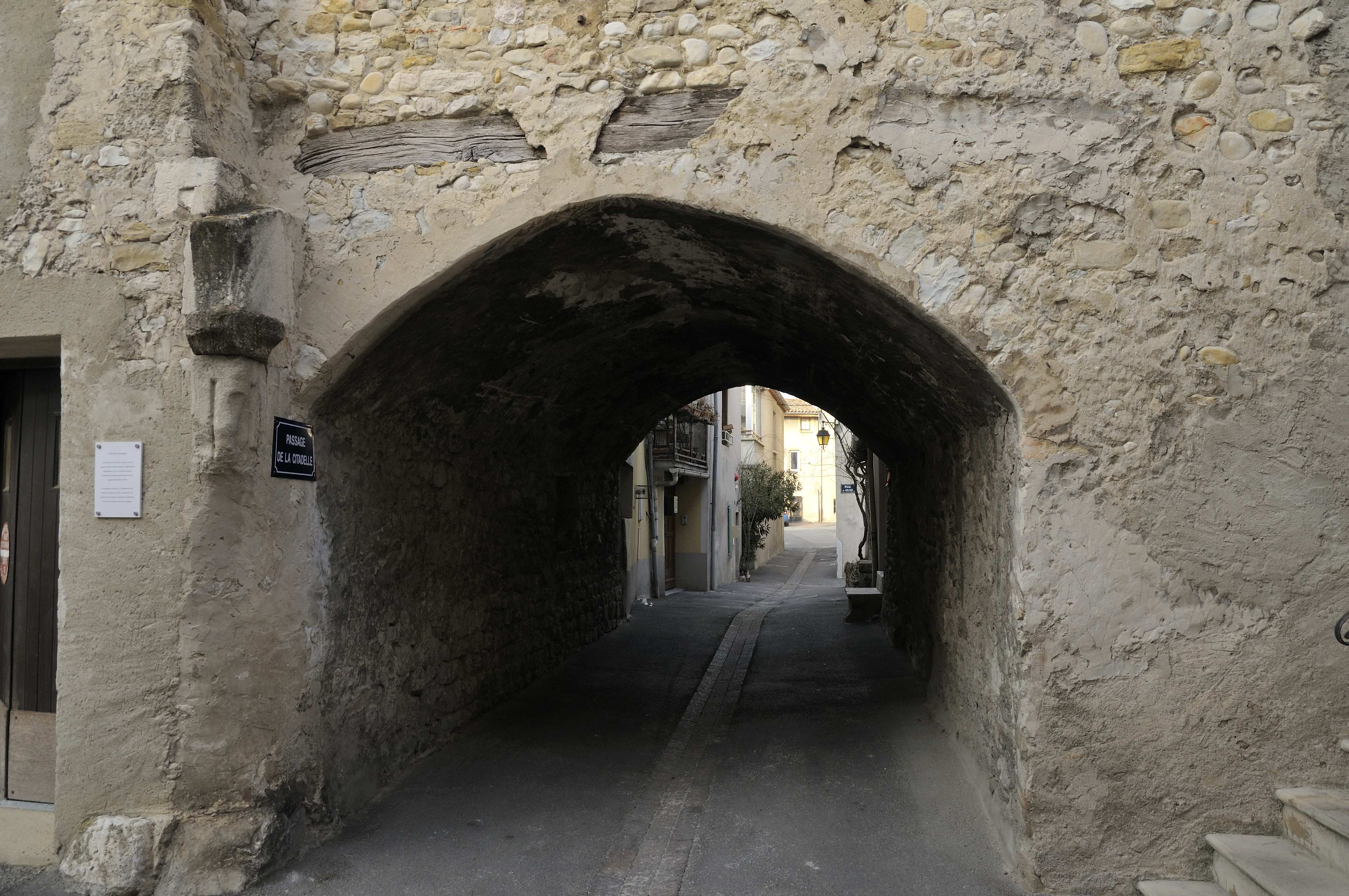
Passage à côté de l'emplacement de l'ancienne synagogue.
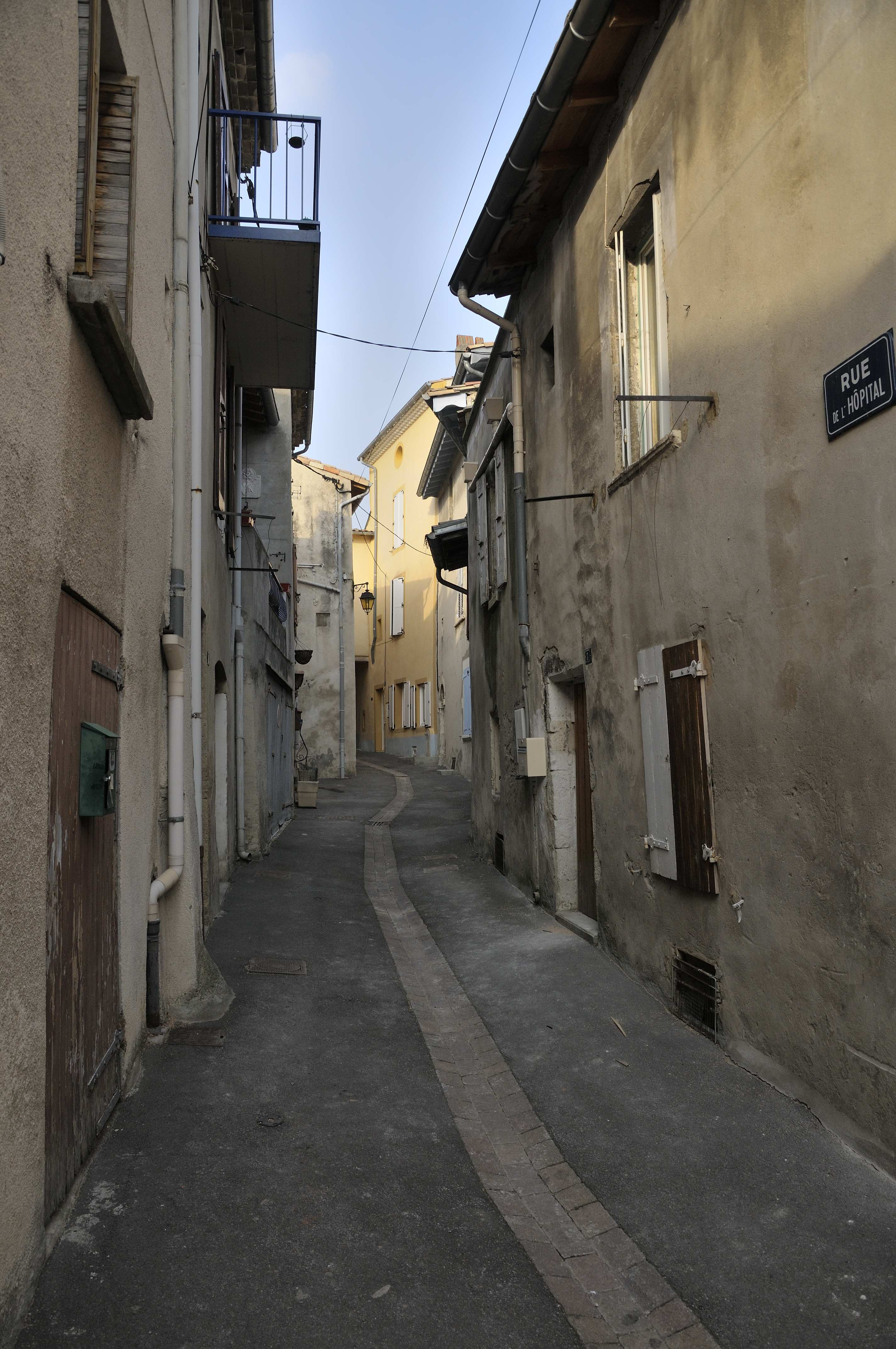
Rue de l'Hôpital.
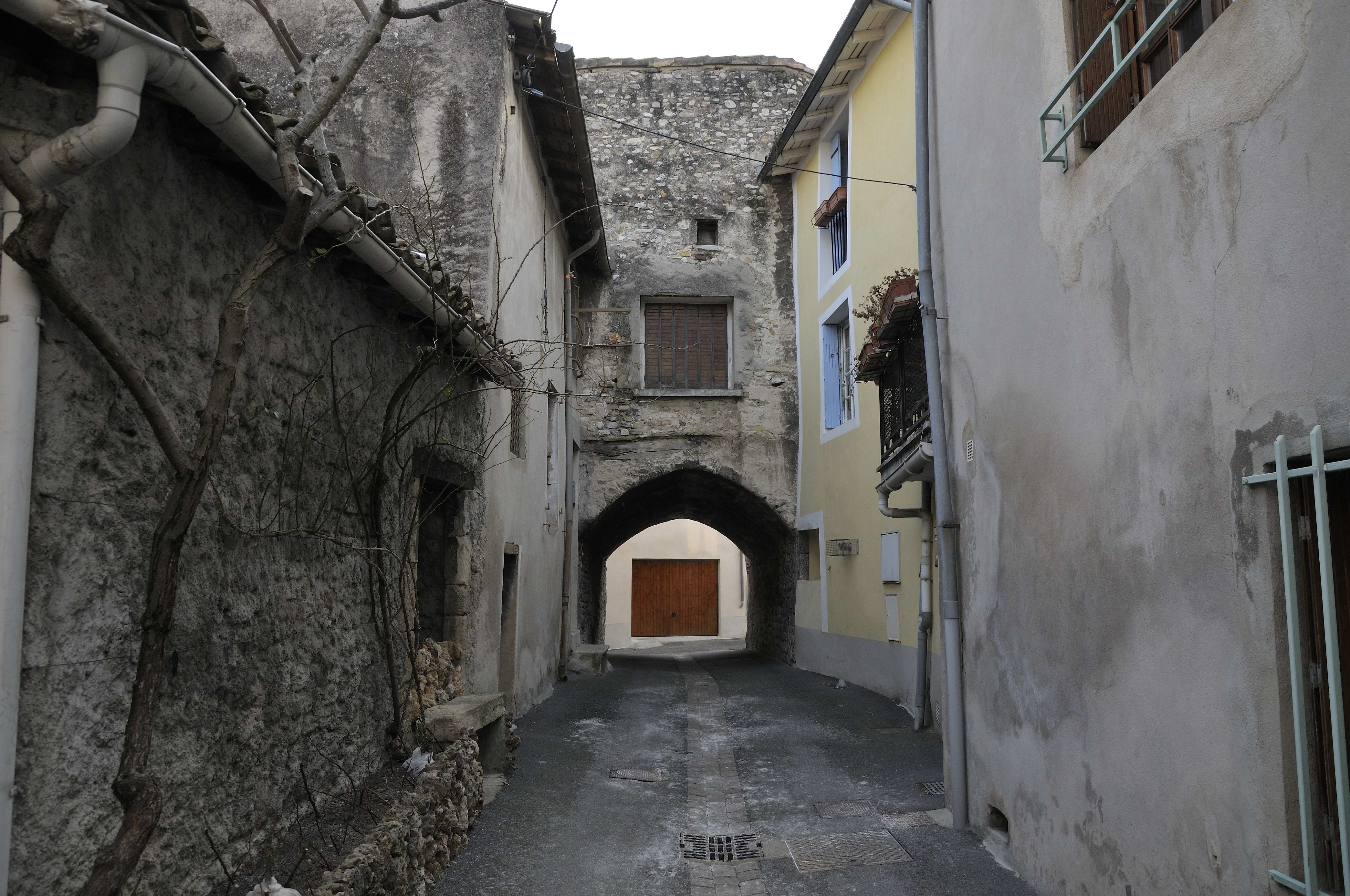
Ruelle.
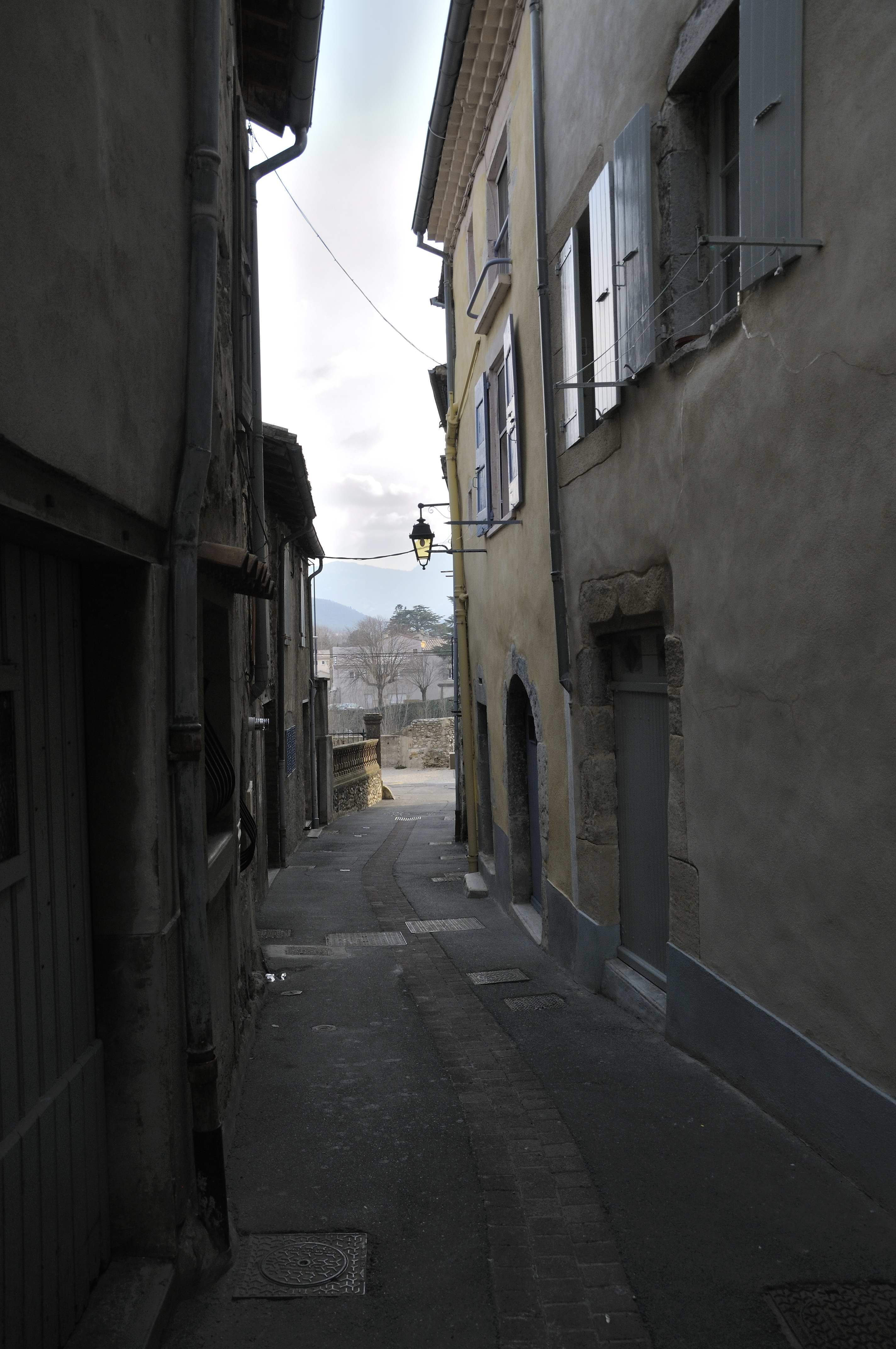
Ruelle descendant vers la Drôme.

### Patrimoine culturel
Poème
Fille de Rome la guerrière

Aouste baigne près d’un coteau

Un de ses pieds dans un ruisseau

Et l’autre dans une rivière.

De ses splendeurs, restes géants,

Il garde un vieux pan de muraille

Et la tour que, depuis mille ans,

La faux du temps travaille.
Melchior des Essarts, félibre aoustois du XIXe siècle[réf. nécessaire].

### Patrimoine naturel
La forêt communale (113 hectares est voisine du massif de Saou. Elle abrite cinq espèces d'arbres et de nombreuses espèces protégées (flore et faune). Elle présente une diversité exceptionnelle tant au niveau botanique, faunistique, entomologique et géomorphologique (zone Natura 2000). En 1993 et en 2015, les élèves de l'école Jules-Ferry ont planté des arbres dans la forêt communale, dans le cadre de l'opération « Un enfant un arbre »[réf. nécessaire].
Plus au nord de la commune, sur 17 hectares, poussent les tulipes rouges des Arras, Tulipa Raddi Reboul, espèce protégées à enjeu européen (ZNIEFF - Zone naturelle d'intérêt écologique, faunistique et floristique de type 1)[réf. nécessaire].
Le sud de la commune abrite une importante colonie d'orchidées, Ophrys hitea, espèce protégée[réf. nécessaire].
Un bref parcours permet la découverte de la faune de la rivière, rive droite chemin de l'île. Des canards, de race harle bièvre, ont été récemment repérés le long de la rivière. Habituellement, ces canards préfèrent les eaux de Savoie ou Haute-Savoie[réf. nécessaire].
Sur la rive droite de la Drôme, sur le sentier entre Aouste et Crest, deux panneaux d'information permettent une meilleure connaissance des plantes et des animaux.
Au nord, la D 731 permet l’accès au Parc naturel régional du Vercors.

### Personnalités liées à la commune
- François-Xavier Bruno (né en 1755 à Grenoble, mort en 1829 à Aouste) : général français.
- François Bernard Charmoy (né en 1793 à Soultz, mort en 1868 à Aouste) : célèbre professeur de persan et de turc, correspondant des sociétés asiatiques.
- Émile Loubet (1838-1929) : député de la Drôme, ministre, sénateur, président de la république de 1899 à 1906. Il a souvent séjourné dans la résidence de ses amis Girardon (actuellement résidence Blanchelaine). Il avait coutume d'échanger en occitan (patois) avec ses amis drômois alors que l'emploi de cette langue par les enfants était interdit dans les écoles.
- Tommy Fallot (1844-1904) : pasteur protestant à Aouste, initiateur du christianisme social français.
- Léonce-Eugène Fabre des Essarts (né en 1848 à Aouste, mort en 1917) : occultiste, poète symboliste et théoricien de la Gnose et du Christianisme Ésotérique.
- Marc Boegner (né en 1881, mort en 1970) : pasteur protestant, théologien du XXe siècle, président du conseil national de l'Église réformée de France (1938-1950) et de la Fédération protestante de France (1929-1961), essayiste français et académicien (1962). Il succède à son oncle Tommy Fallot comme pasteur de la paroisse d'Aouste-sur-Sye de 1905 à 1911. Il est honoré comme « Juste parmi les nations » en 1988.
- Maurice Burrus (né en 1882, mort en 1959) : industriel, archéologue, député du Haut-Rhin, propriétaire de la forêt de Saou de 1924 à 1959. Il a permis l'alimentation en eau potable d'Aouste.

### Héraldique, logotype et devise
|  | Aouste-sur-Sye possède des armoiries dont l'origine et le blasonnement exact ne sont pas disponibles. |